# Comuna Zau de Câmpie, Mureș
Zau de Câmpie (în trecut Zău; în maghiară Mezőzáh) este o comună în județul Mureș, Transilvania, România, formată din satele Bărboși, Botei, Bujor-Hodaie, Ciretea, Gaura Sângerului, Malea, Ștefăneaca, Tău și Zau de Câmpie (reședința).

## Demografie
Componența etnică a comunei Zau de Câmpie
     Români (79,31%)
     Romi (9,97%)
     Maghiari (5,69%)
     Alte etnii (0,1%)
     Necunoscută (4,92%)
Componența confesională a comunei Zau de Câmpie
     Ortodocși (63,58%)
     Greco-catolici (15,06%)
     Reformați (5,73%)
     Martori ai lui Iehova (5,24%)
     Penticostali (1,67%)
     Alte religii (3,35%)
     Necunoscută (5,37%)
Conform recensământului efectuat în 2021, populația comunei Zau de Câmpie se ridică la 3.108 locuitori, în scădere față de recensământul anterior din 2011, când fuseseră înregistrați 3.236 de locuitori. Majoritatea locuitorilor sunt români (79,31%), cu minorități de romi (9,97%) și maghiari (5,69%), iar pentru 4,92% nu se cunoaște apartenența etnică. Din punct de vedere confesional, majoritatea locuitorilor sunt ortodocși (63,58%), cu minorități de greco-catolici (15,06%), reformați (5,73%), martori ai lui Iehova (5,24%) și penticostali (1,67%), iar pentru 5,37% nu se cunoaște apartenența confesională.

## Politică și administrație
Comuna Zau de Câmpie este administrată de un primar și un consiliu local compus din 13 consilieri. Primarul, Alexandru Iurian[*], de la Partidul Național Liberal, este în funcție din 2008. Începând cu alegerile locale din 2024, consiliul local are următoarea componență pe partide politice:
|  | Partid                          | Consilieri | Componența Consiliului | Componența Consiliului | Componența Consiliului | Componența Consiliului | Componența Consiliului | Componența Consiliului | Componența Consiliului | Componența Consiliului |
|  | ------------------------------- | ---------- | ---------------------- | ---------------------- | ---------------------- | ---------------------- | ---------------------- | ---------------------- | ---------------------- | ---------------------- |
|  | Partidul Național Liberal       | 8          |                        |                        |                        |                        |                        |                        |                        |                        |
|  | Alianța pentru Unirea Românilor | 2          |                        |                        |                        |                        |                        |                        |                        |                        |
|  | Partidul Social Democrat        | 2          |                        |                        |                        |                        |                        |                        |                        |                        |
|  | Partida Romilor „Pro Europa”    | 1          |                        |                        |                        |                        |                        |                        |                        |                        |

## Vezi și
- Castelul Ugron din Zau de Câmpie
- Iazurile Miheșu de Câmpie - Tăureni (arie de protecție specială avifaunistică)
- Zau de Câmpie (sit de importanță comunitară)